# Polaina

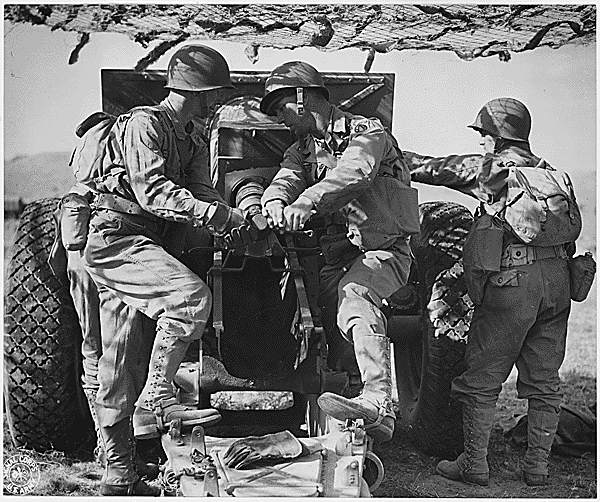
Artillers estatunidencs (1943) amb típiques polaines militars

La polaina o guarda-cames és una peça de vestir, normalment de drap o de cuir, que es duu, en general per parells, sobre altres peces per tal de protegir la cama i el calçat; pot ser llarga i cobrir de sota el genoll fins a l'empenya del calçat, o bé curta i cobrir tan sols el turmell i l'empenya. El més habitual és que es cordi amb botons sobre traus, per la banda exterior de la cama; però el tancament també pot fer-se passant un cordó per ullets, o, modernament, amb tires passades per sivelles. Sovint la subjecció de la polaina s'assegura incorporant-li una trava per a passar-hi el peu.

## Terminologia
El mot polaina prové del francès medieval polaine (polonesa), nom que es donava a la punta llarga del calçat de l'època perquè se li atribuïa origen polonès.
En portuguès s'empra polaina idènticament que en català. En francès, els equivalents són guêtre (que pot ser alta o baixa) i jambière (sempre alta, i generalment de cuir). L'ús de l'espanyol és paral·lel amb el francès, en distingir entre polaina (de roba) i legui (alta i de cuir, mot adaptat de l'anglès legging). L'italià distingeix entre ghetta o cavigliera (polaina alta de roba), gambale (polaina alta de cuir) i uosa (botí o polaina baixa). L'anglès diferencia entre gaiter (polaina alta i de roba), legging (polaina alta i de cuir o d'equitació) i spat o, en context militar, anklet (botí o polaina baixa).

## Ús militar
Tot i que hi ha hagut peces afins des de l'antiguitat, la polaina de tipus modern sorgí al darrer quart del segle xvii com a part de l'equipament militar, essent evolució de les sobremitges que fins llavors acomplien aquesta comesa. Des de llavors fins a la dècada de 1950 fou d'ús constant als exèrcits; es considerava imprescindible per a aïllar el calçat i el peu de l'aigua i el fang, sobretot en èpoques en què el calçat militar més habitual era la sabata o algun tipus de bota de canya molt baixa. L'alternativa era la bota alta; però fins i tot entre les tropes muntades sovintejava l'ús de calçat baix amb polaines. A grans trets, pot dir-se que les polaines per a tropes desmuntades eren de roba, i podien ser altes o baixes; mentre que les polaines per a tropes muntades eren altes i de cuir o altra pell. D'ací les distincions lingüístiques que vèiem més amunt.
Durant la primera meitat del segle XX la polaina tingué la forta competència de les benes, fins al punt que les polaines tendiren a reservar-se per a les tropes muntades i per a l'oficialitat desmuntada.
A partir dels anys cinquanta les polaines desapareixen de l'equipament militar habitual; avui resten com a part de certs uniformes de gala.

## Ús civil

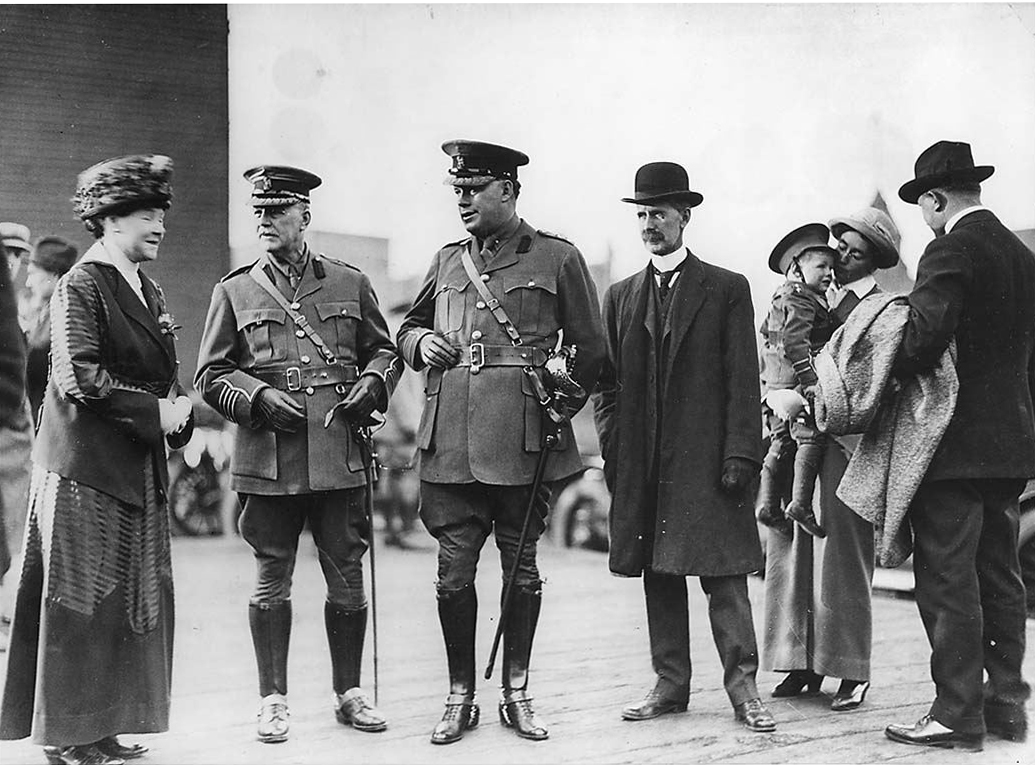
Alts oficials canadencs (1915) amb polaines d'equitació

En l'ús civil, les polaines foren o són usades, bé per a activitats eqüestres --en què continuen vigents--, bé com a peça protectora entre camperols i obrers durant la feina.

### Els botins

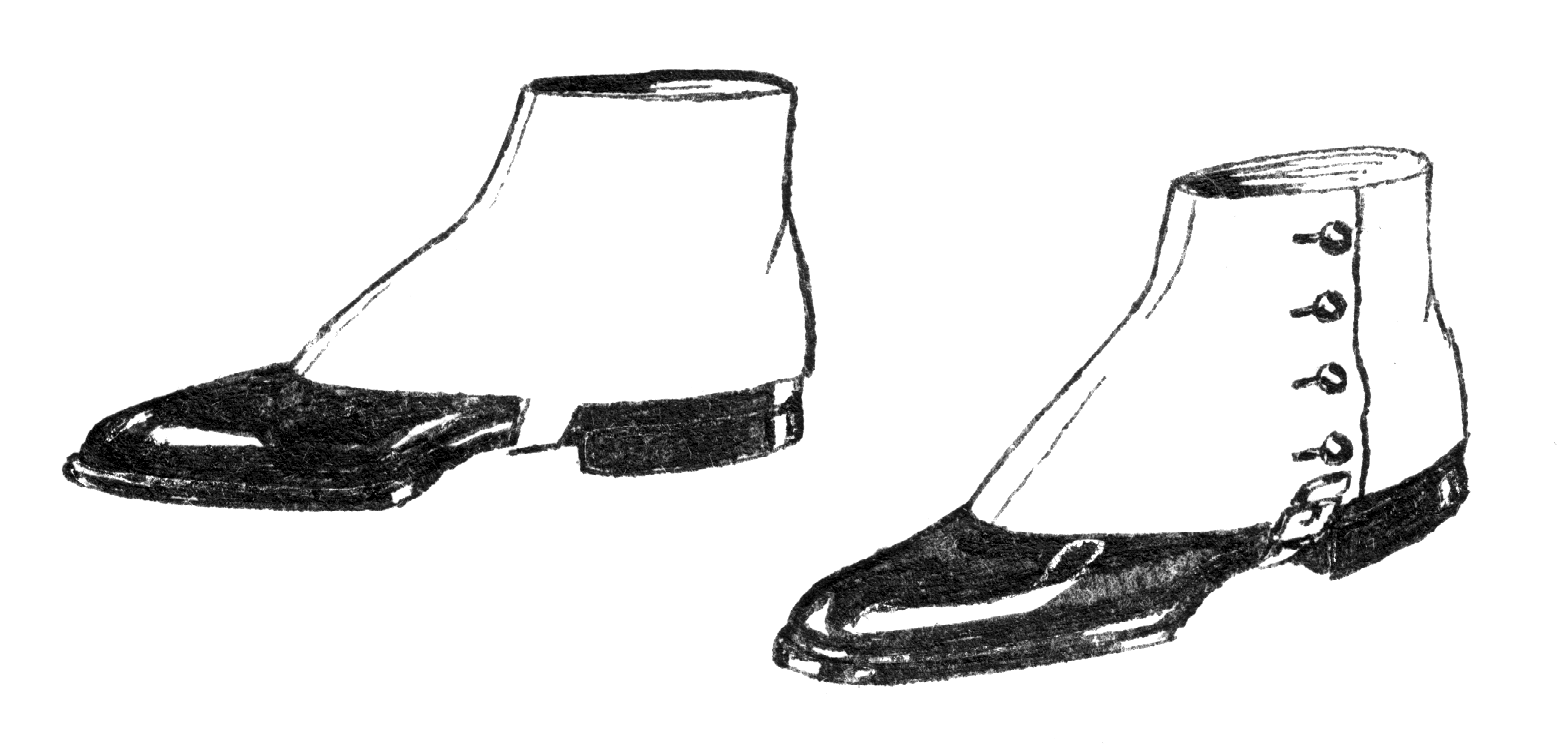
Botins de gala amb sabates de xarol

Un tipus particular de polaina d'ús principalment civil és el botí, baix i de to clar (blanc, crema, etc.). A partir del segle xix, i almenys fins a la dècada de 1920 inclosa, els botins formaren part de la indumentària de gala de les classes altes, en combinació amb sabates de xarol ben lluents; d'ací prové l'expressió catalana empolainar-se, amb el valor de 'engalanar-se, mudar-se molt'. La caricatura antonomàstica del milionari el representa amb botins, a més de copalta. Els botins contribueixen a bastir la imatge de personatges de ficció com Poirot, sempre tan tocat i posat.
El català botí equival a l'anglès spat, espanyol i portuguès polaina, francès guêtre, italià uosa.

### Altra mena de polaines d'ús civil
Amb posterioritat a l'era dels botins hi ha hagut períodes de reviscolament de la polaina civil, però en noves formes: per exemple, els escalfadors per a dona que es posaren de moda en la primera meitat dels anys vuitanta.